# J. E. Freeman
Pour les articles homonymes, voir Freeman.
J. E. Freeman est un acteur américain, né le 2 février 1946 à Brooklyn (New York) et mort le 9 août 2014.

## Biographie
Acteur de second plan méconnu, surtout remarqué pour ses prestations de personnages peu amicaux, voire clairement vils et malveillants.
Il obtient son premier rôle sur grand écran dans le film d'action Dent pour dent (1981), où il donne le temps d'une scène la réplique à Chuck Norris.
En 1990, il joue deux rôles mémorables de gangster dans deux films de renom : le maléfique Marcello Santos dans Sailor et Lula de David Lynch, et le terrifiant Eddie le Danois dans Miller's Crossing des frères Coen - deux rôles auxquels sa grande taille (1,92 mètre) et son faciès dur et antipathique donnent un charisme impressionnant.
On le voit ensuite varier les registres dans plusieurs films notables, parmi lesquels Jeux de guerre (1992), Copycat (1995), Alien, la résurrection (1997) ou encore Go (1999).
Comédien aux mille visages et au jeu d'une grande variété, il fait partie de ces seconds couteaux qui sont parfois difficiles à reconnaître d'un rôle à l'autre.

## Filmographie
- 1973 : Partners in Crime (téléfilm)
- 1981 : Bitter Harvest (téléfilm)
- 1981 : Dent pour Dent : l'employé de fourrière
- 1983 : Twice Upon a Time
- 1985 : Chase (téléfilm)
- 1986 : Y a-t-il quelqu'un pour tuer ma femme ? : le "Tueur du Dortoir"
- 1986 : Hard Traveling: Ed Sloan
- 1987 : MacGyver (téléfilm) : Karl
- 1988 : Terrorist on Trial : The United States vs. Salim Ajami (téléfilm): agent Peter Nello
- 1988 : Parle à mon psy, ma tête est malade : Unger, un des infirmiers de l'asile
- 1990 : Sailor et Lula : Marcello Santos
- 1991 : Miller's Crossing : Eddie Dane, dit le Danois
- 1991 : Un bon flic : capitaine Shreiber
- 1991 : Le Docteur : Ralph
- 1992 : Aigle de fer III : Ames
- 1992 : Memphis (téléfilm) : Podjo Harris
- 1992 : The Fifth Corner (téléfilm) : Boone
- 1992 : Assurance sur la mort (téléfilm) : inspecteur Robert Guy
- 1992 : Jeux de guerre : Marty Cantor
- 1992 : Highlander (saison 1 épisode 2) : Joe Scanlon
- 1993 : Fallen Angels (1 épisode) : Johnny Cabe
- 1993 : L'Affaire Amy Fisher : Désignée coupable (téléfilm) : inspecteur Marty Algar
- 1994 : Mother's Boys : Everett, principal
- 1994 : Milliardaire malgré lui : Sal Bontempo, le patron de la cafétéria
- 1994 : There Goes My Baby de Floyd Mutrux : George
- 1995 : Copycat : lieutenant Thomas Quinn
- 1996 : Nash Bridges (1 épisode) : lieutenant Tomes
- 1997 : Last Trip : Joe, père de Nick
- 1997 : Alien, la résurrection : Dr Mason Wren
- 1997 : L'Homme qui en savait trop... peu : un agent de la CIA (scène finale)
- 1998 : Fool's Gold
- 1998 : Dance with me
- 1999 : Go : Victor Sr
- 2000 : Les Médiums (saison 1 épisode 2) : le professeur
- 2000 : Along for the Ride : Jake Cowens
- 2000 : Auggie Rose
- 2000 : Skeleton Woman : Luigi
- 2001 : Urgences (1 épisode) : M. Jeffries
- 2001 : Mayhem : Philip Boulette
- 2003 : New York Police Blues (1 épisode) : Larry Jarvis
- 2003 : 44 Minutes de terreur (téléfilm) : le commandant de police
- 2003 : Carolina
- 2003 : Roman noir (téléfilm) : Ian Philby
- 2004 : Tremors 4 : La Légende commence (téléfilm) : le vieux Fred
- 2005 : The Inside : Dans la tête des tueurs (1 épisode) : Max Stern
- 2005 : Nip/Tuck (1 épisode) : Denny Boone
- 2007 : Heartland (1 épisode)

## Voix françaises
| - Bernard Tixier dans : - Y a-t-il quelqu'un pour tuer ma femme ? - Jeux de guerre - Jean Lagache dans : - Copycat - Les Médiums (S1 E2) - Gilles Guillot dans : - Alien, la résurrection - Urgences (S7 E22) | - Albert Augier dans Les Routes du paradis (S3 E13) - Joseph Falcucci dans MacGyver (S2 E14) - José Luccioni dans Rick Hunter (S3 E19) - Michel Vigné dans Parle à mon psy, ma tête est malade - Jean O'Cottrell dans Sailor et Lula - Pierre Hatet dans Miller's Crossing - Hervé Jolly dans Aigle de fer III - Claude Joseph dans Le Docteur - Laurent Hilling dans Assurance sur la mort (TV) - Marc de Georgi dans Highlander (S1 E2) - Jean-Luc Kayser dans L'Affaire Amy Fisher : Désignée coupable (TV) - Jacques Richard dans Nash Bridges (S2 E1) - Jean-Pierre Moulin dans Go - Philippe Ariotti dans 44 minutes de terreur (TV) - Jean-Pierre Denys dans Roman noir (TV) |

## Anecdotes
- Il était ouvertement homosexuel et a participé aux émeutes de Stonewall en 1969. Il en fit lui-même mention dans une lettre publiée dans le San Francisco Chronicle.
- Il était aussi grand passionné de poésie et a publié plusieurs recueils.
- Son rôle d'Eddie Dane de Miller's Crossing avait été écrit à la base pour Peter Stormare.
- Similairement, celui du fourbe Dr Wren d'Alien, la résurrection devait être tenu par Bill Murray, mais c'est à la suite du refus de ce dernier que J.E. hérita du rôle.